# 野犬式全方位防護運輸車
野犬式全方位防護運輸車（德文：Allschutz-Transport-Fahrzeug Dingo，縮寫：ATF Dingo），是德国联邦国防军现役的一款军用装甲车

## 设计和特点
“野犬”式全防護車由德国克劳斯-玛菲·威格曼公司设计生产，使用烏尼莫克底盘。Allschutz-Transport-Fahrzeug的德文意思解作“全方位防护运输车辆”，顾名思义，良好的防卫性能是该车的一大特点。根据“野犬”的设计，该车能够承受恶劣的路况、机枪扫射、小型反坦克武器的攻击以及通过大规模杀伤性武器防护测试认证。

## 改型
“野犬2型”是“野犬”的改进型。和“野犬1”相比，“野犬2”仍旧采用了 烏尼莫克U 5000底盘，但提高了防护能力（“野犬2”可以加挂模块式附加装甲）和载荷，並配備了后视摄像机，有利于在城市环境下驾驶车辆。除此之外，野犬2还降低了红外信号特征，在紅外線熱像儀前面具有一定的隐身能力。“野犬2型”推出了两个版本：一款为3,250mm轴距（3.5吨有效负载），另一款为3,850mm轴距（4吨有效负载）。“野犬2”能容纳8名乘员。目前KMW正在研发内部容纳空间更大的“野犬2 GFF”。
由于载荷和内部空间得到提高，相比起“野犬1”，“野犬2”能够执行更多任务，目前已開發出人员输送车、救护车、货车、指挥控制车、防空车和前线观察车合共6种车型。作为前线观察车时，“野犬2”可安装可伸缩桅杆，桅杆上安装有传感組件、白光/热成像观察设备和护眼型激光测距仪等设备 。

## 武装
“野犬”的基本武器为一挺置于车顶的7.62 mm搖控機槍，也可以改用12.7 mm机枪或40mm自動榴彈發射器。

## 实战纪录
2005年6月3日，一辆隶属联邦德国国防军的“野犬”在波斯尼亚进行巡罗时遭受一枚6千克反坦克地雷攻击，但车内乘员安然无恙。

## 使用国
- 奥地利-  35辆 “野犬2型”
- 比利时– 220辆 “野犬2型”（+32份订单）
- 德国 - 147辆 “野犬1型” 及 240辆“野犬2型”（至2011年才全部交货）加上另外78辆具地面雷达监控平台之“野犬”
- 捷克 -   21辆“野犬2型”， 2辆已订购（2008年2月交货）
- 卢森堡 -  48辆“野犬2型”，2辆已订购（2009~2010年间交货）

## 相關圖片

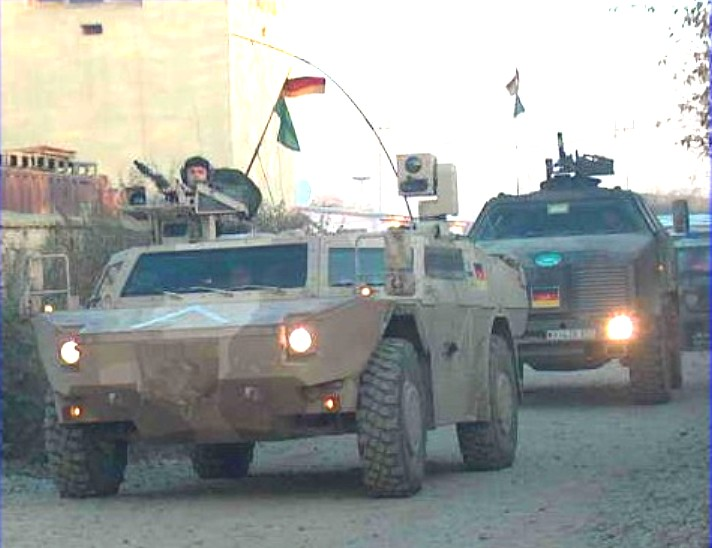
一輛隸屬聯邦德國國防軍的野犬式全防护车，停在一輛Fennek裝甲偵察車後面
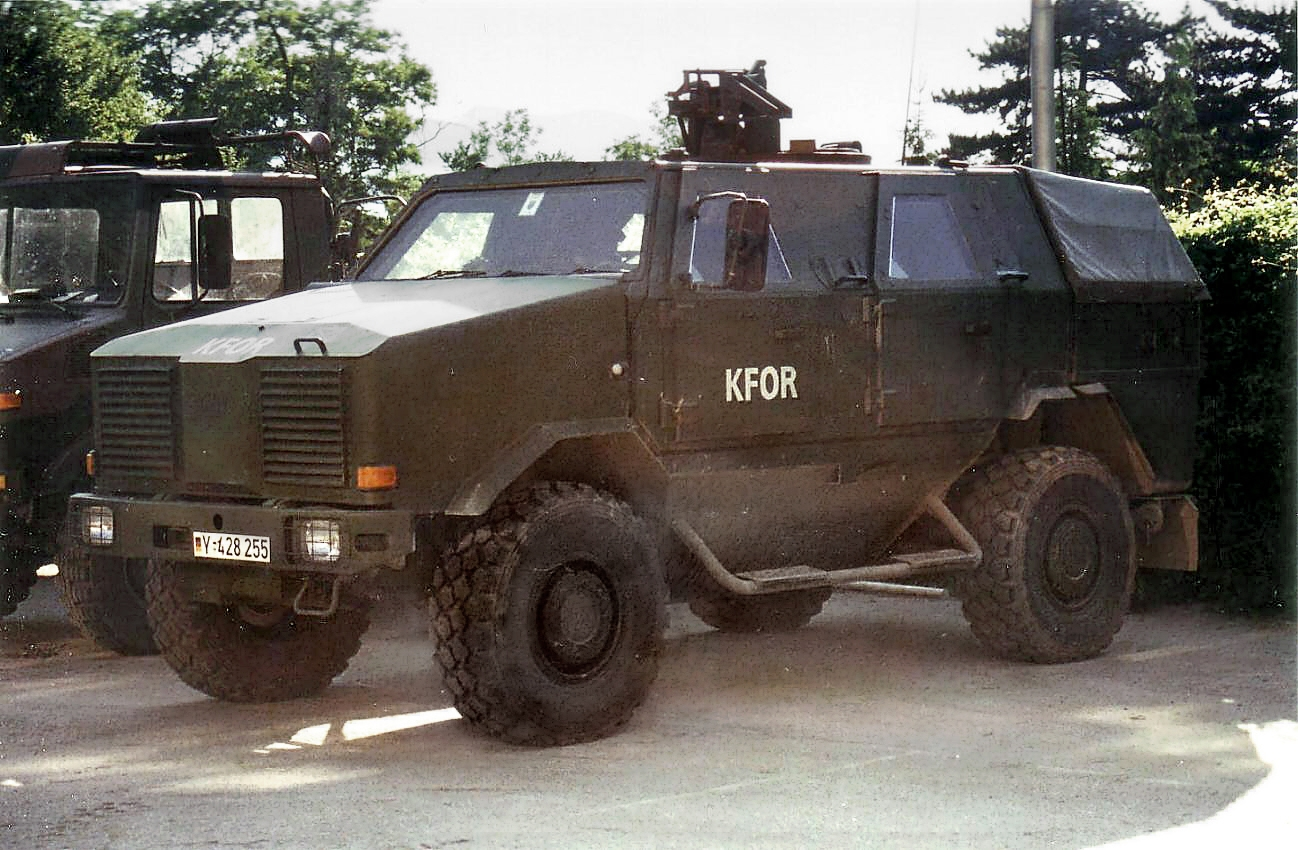
駐紮在科索沃地區的一輛德軍野犬1型全防护车
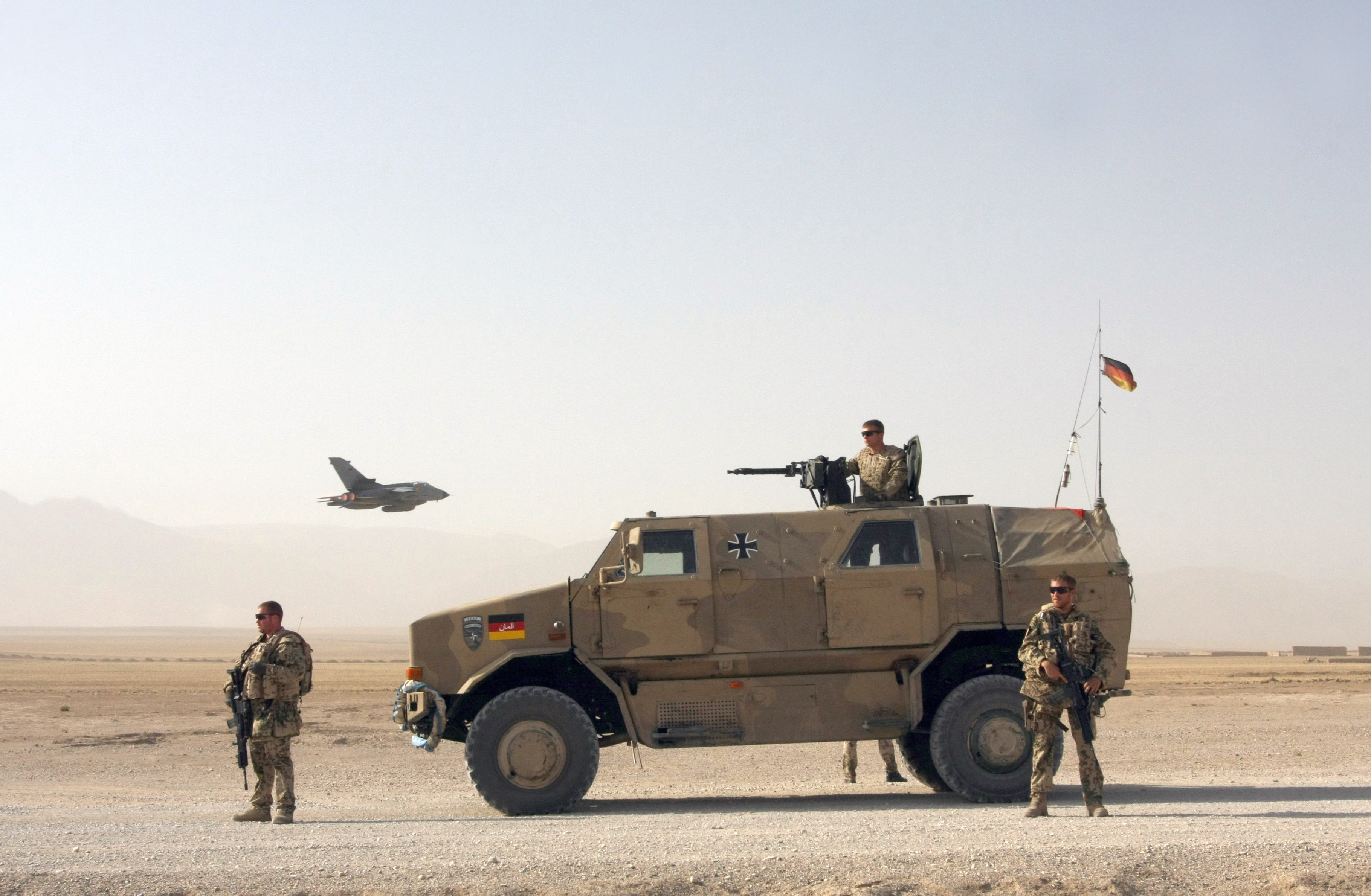
裝有地面監視雷達(BÜR)的德軍野犬2型
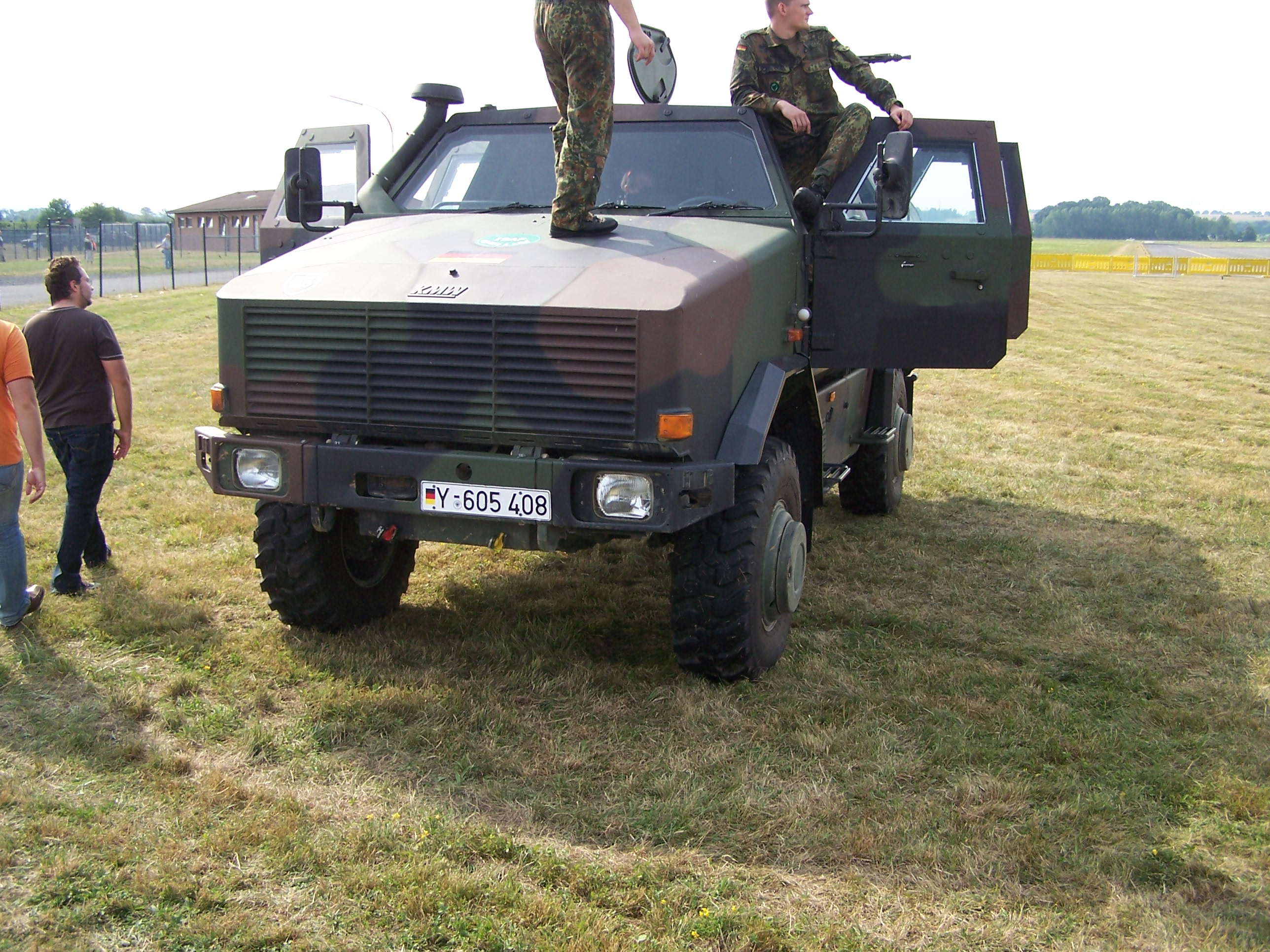